# ESbírky
eSbírky jsou český internetový portál, který je určen k online prohlížení digitalizovaných muzejních sbírek. Je přístupný bez finančního a lokálního omezení. Vyhledávat a prohlížet lze předměty, fotografie a zvukové nahrávky skrze vyhledávací systém, jenž je rozdělen do kategorií podle instituce, typu sbírky, materiálu, místa původu nebo datace. Struktura vyhledávání je vypracována tak, aby sloužila laické veřejnosti i odborníkům.

## Historie a popis
Portál eSbírky vznikl v listopadu roku 2010 v rámci Národního muzea jako prezentace sbírek českých muzejních institucí. U jednotlivých fotografií sbírkových předmětů nalezne návštěvník podrobný popis objektu (popis, název instituce vlastnící předmět, název sbírky, dataci, lokalitu nálezu, inventární číslo), vybraný předmět může také poslat ve formátu pohlednice svým přátelům.
Úvodní stránka nabízí mimo vyhledávací systém i nabídku obsahu skrze náhodně vybrané obrázky, informuje také o aktuálních výstavách a kulturních událostech. Nabízí i zajímavá fakta, vážící se k určitému sbírkovému předmětu.
Během čtyřletého fungování portálu se do jeho provozu zapojilo již přes čtyřicet českých muzejních institucí, počet zveřejněných sbírkových předmětů se během srpna 2014 přehoupl přes 40 000. eSbírky jsou národním agregátorem České republiky pro Europeanu – databázi digitalizovaného kulturního dědictví v evropském měřítku. Svým obsahem šíří povědomí o českém muzejním bohatství a navazuje důležité zahraniční kontakty. Vybraná data z portálu eSbírky jsou pomocí OAI-PMH protokolu pravidelně sklízena a následně importována na portál Europeana, kde vedle sbírek dalších světových institucí reprezentuje kolekce českých muzeí.
Technicky zajišťuje provoz portálu eSbírky společnost Musoft.cz.

## Partnerské instituce eSbírek
- Hornické muzeum Příbram
- Masarykovo muzeum v Hodoníně
- Městské muzeum a galerie Polička
- Městské muzeum ve Skutči
- Městské muzeum Žacléř
- Městské muzeum v Železném Brodě
- Muzeum a galerie Mlejn
- Muzeum Bojkovska
- Muzeum Brněnska
- Muzeum Českého lesa v Tachově
- Muzeum hl. m. Prahy
- Muzeum JUDr. Otakara Kudrny v Netolicích
- Muzeum Komenského v Přerově
- Muzeum Podkrkonoší v Trutnově
- Muzeum Policie ČR
- Muzeum kávy
- Muzeum romské kultury
- Muzeum Říčany
- Muzeum Středního Pootaví Strakonice
- Muzeum východních Čech v Hradci Králové
- Národní muzeum
- Národní památkový ústav; online
- Národní technické muzeum
- Národní ústav lidové kultury
- Oblastní muzeum v Mostě
- Památník národního písemnictví
- Památník písemnictví na Moravě
- Poštovní muzeum
- Regionální muzeum v Chrudimi
- Regionální muzeum a galerie Jičín
- Regionální muzeum v Českém Krumlově
- Regionální muzeum v Teplicích
- Severočeské muzeum v Liberci
- Slezské zemské muzeum
- Střední průmyslová škola kamenická a sochařská
- Trampské muzeum
- Uměleckoprůmyslové muzeum v Praze
- Válečné muzeum Sudety
- Vlastivědné muzeum v Olomouci
- Vlastivědné muzeum ve Slaném
- Východočeské muzeum v Pardubicích
- Vyšší odborná škola textilních řemesel a Střední průmyslová škola textilních řemesel
- Židovské muzeum v Praze